# Folke Eriksson (friidrottare)
Karl Gustaf Folke Eriksson, senare Ejderfelt, född 8 april 1906 i S:t Johannes församling, Stockholm, död 24 juli 1971 i Oscars församling, Stockholm, var en svensk idrottsman (medeldistanslöpare). Han tävlade för UoIF Matteuspojkarna.
År 1925 vann Eriksson SM på 1 500 meter. Han är begravd på Skogskyrkogården i Stockholm.